# Tōichirō Kinoshita
Tōichirō Kinoshita (jap. 木下 東一郎, Kinoshita Tōichirō; * 23. Januar 1925 in Tokio; † 23. März 2023 in Amherst (Massachusetts)) war ein japanischer theoretischer Physiker.

## Werdegang
Kinoshita studierte Physik an der Universität Tokio, wo er 1947 seinen Bachelor-Grad erwarb und 1952 promoviert wurde. Danach war er zwei Jahre als Postdoc am Institute for Advanced Study und 1954 an der Columbia University. Ab 1954 war er an der Cornell University, 1955 als Assistant Professor, 1958 als Associate Professor und ab 1960 als voller Professor (ab 1992 als Goldwin Smith Professor) am Newman Laboratory of Nuclear Studies der Cornell University. 1962/63 war er als Ford Fellow am CERN. 1995 emeritierte er. Er war Gastprofessor u. a. an der Universität Tokio, am CERN und am Nationalen Labor für Hochenergiephysik KEK in Japan.
Kinoshita ist bekannt für seine extensiven Präzisionsberechnungen fundamentaler Größen in der Quantenelektrodynamik (unter Einschluss der elektroschwachen Theorie und anderer Korrekturen aus dem Standardmodell) wie den anomalen magnetischen Momenten der Leptonen (Elektron, Myon) und des Spektrums des Positroniums (dem gebundenen Zustand aus Elektron und Positron) und des Myoniums, die eine immer genauere Überprüfung der Theorie mit dem Experiment ermöglichten. Daneben beschäftigte er sich auch mit Quantenchromodynamik und Quarkonium-Spektroskopie (mit Estia Eichten, Kenneth Lane, Kurt Gottfried und anderen in den 1970er Jahren).
2001 musste er bei seiner Berechnung des anomalen magnetischen Moments des Myons einen Fehler eingestehen, nachdem Experimente in Brookhaven eine Diskrepanz in der 9. Nachkommastelle erkennen ließen, worauf man schon glaubte, „neuer Physik“ auf die Spur gekommen zu sein. Eine Gruppe in Marseille überprüfte daraufhin Kinoshitas Rechnung, ebenso wie dieser selbst, der den Fehler auf einen Vorzeichenfehler des verwendeten Computeralgebra-Programms zurückführte.
1973/74 war er Guggenheim Fellow. 1990 erhielt er den Sakurai-Preis. Er war ab 1991 Mitglied der National Academy of Sciences.

## Schriften
- Herausgeber und Mitautor: Quantum Electrodynamics. World Scientific 1990